# Euphorbia arnottiana
Euphorbia arnottiana là một loài thực vật có hoa trong họ Đại kích. Loài này được Endl. mô tả khoa học đầu tiên năm 1836.